# Courlay
Courlay ist eine französische Gemeinde mit 2.403 Einwohnern (Stand: 1. Januar 2022) im Département Deux-Sèvres in der Region Nouvelle-Aquitaine. Sie gehört zum Arrondissement Bressuire und zum Kanton Cerizay.

## Geographie
Courlay liegt etwa acht Kilometer südwestlich von Bressuire und wird umgeben von den Nachbargemeinden Bressuire im Norden und Nordosten, Chanteloup im Osten und Südosten, Moncoutant im Süden, Saint-Jouin-de-Milly im Südwesten sowie La Forêt-sur-Sèvre im Westen.

## Bevölkerungsentwicklung
| Jahr      | 1962 | 1968 | 1975 | 1982 | 1990 | 1999 | 2006 | 2012 |
| Einwohner | 2184 | 2205 | 2391 | 2475 | 2558 | 2394 | 2315 | 2427 |

## Sehenswürdigkeiten
- Turm Nivelle
- Kapelle von Plainelière

## Persönlichkeiten
- Ernest Pérochon (1885–1942), Schriftsteller